# Sebestyén Gábor (ügyész)
Kocsi Sebestyén Gábor (Debrecen, 1794. február 14. – Pest, 1864. április 4.) ügyvéd, Veszprém vármegye ügyésze, főtörvényszéki tanácsos, színműíró.

## Pályája
Sebestyén István református kollégiumi tanár, később lelkész és Kis Julianna fia. Tanult szülőhelyén, Hajdúböszörményben, 1808-tól Kecskeméten és 1810-től Pozsonyban. Debrecenben jogot végzett. A debreceni kerületi táblánál és Pesten a királyi táblánál töltött gyakorlati évei után, 1819-ben ügyvédi vizsgát tett, majd Veszprémben telepedett le, ahol 23 évig volt a vármegye szolgálatában. 1820-ban a megye tiszteletbeli, 1827-ben rendes alügyésze és 1837-től megyei főügyész volt. Az 1843. és 1847. évi országgyűlésen Veszprém vármegye követének választották. Itt kötött barátságot Palóczy Lászlóval, a tudós Borsod vármegyei követtel, akivel annak haláláig jelentős levelezés folytatott. Nyilvános beszédeiben feltűnt olvasottságával, magánbeszélgetéseiben pedig kifogyhatatlan anekdotáival, rögtönzéseivel, amiért magyar Démokritosznak nevezték el. 1850-ben a soproni főtörvényszék ülnöke lett, 1855-ben az ottani úrbéri főtörvényszékhez helyezték át. 1862-ben nyugalomba vonult és olvasmányainak élt.
Lelkesen gyűjtötte a magyar nótákat és 1823-tól kezdve tizenöt füzetben adta közre Bihari Sándor, Csermák Antal, Lavotta János, Rózsavölgyi Márk zeneműveit. Publikált többek között történeti, nyelvészeti, zenei, egyházi tárgyú cikkeket. Néhány középszerű színműve Kotzebue hatását mutatja, de javára írják, hogy legalább nem fordítások.

## Munkái
- Öröm-ének, Melly Nagym. gróf Széki Teleki László, Somogy vármegye fő ispányi administratorának sat. a septemvirális tábla tagjává való ki neveztetése alkalmatosságával szereztetett. Rév-Komáromban, 1819.
- Tuba az égő és oktató szerelem. Két részben. Egy rézre metszett képpel. Buda, 1819. (Költemény.)
- A nap országa, mellyet Mélt. Szilasi és Pilisi Szilassy József urnak ... ajánl. Pest, 1820.
- Eredeti víg- és érzékeny játékai. Pest, 1822. (Két tréfás színdarab: Asszonyi praktika és Kaczki Pál, vagy a megtalált arany gyűrű.)
- Napország és annak kulcsa. Hely és év n.
- Genethliakon, seu anagrammata Virgiliana, ad honorem Seren. caes.-reg. coronae-principis Rudolphi, die 21. mensi Augusti a. 1858. fausto numine nati, ex unico Virgilii versu, ad haec solemnia adplicito, juxta auctorem classicum, stylo classico, in 60 rythmice sonantibus dictis, diebus nativitatem statim sequentibus, constructa, illustrata, dicata. Sopronii, 1858.
- Alagya, melyet ... Aszalay László kanonoknak ünnepélyes beiktatása alkalmára készített. Eger, 1862. (Anagrammák.)
- Magyar nóták gyűjteménye, 1823-tól 1832-ig kiadott 15 füzetben; mindegyik füzet más-más „főrangú dámá”-nak van ajánlva.

### Kézirati munkái
Elegyes mulatság. Pozsony, 1810.; Adnotationes, két kötet; Házassági gondolatok 1821.; Országgyűlési beszédei 1843-44.; Színművei (Bandi Pál, Ádám és Éva élete); Versek és halotti bucsúztatók; Anagrammata (latin, magyar); A magyarországi ref. eccl. történetére való jegyzetek; Költemények.

## Külső hivatkozások
- Sebestyén Gábor méltatása Vasárnapi Ujság 1864., 15. szám (arcképpel)